# Campignien

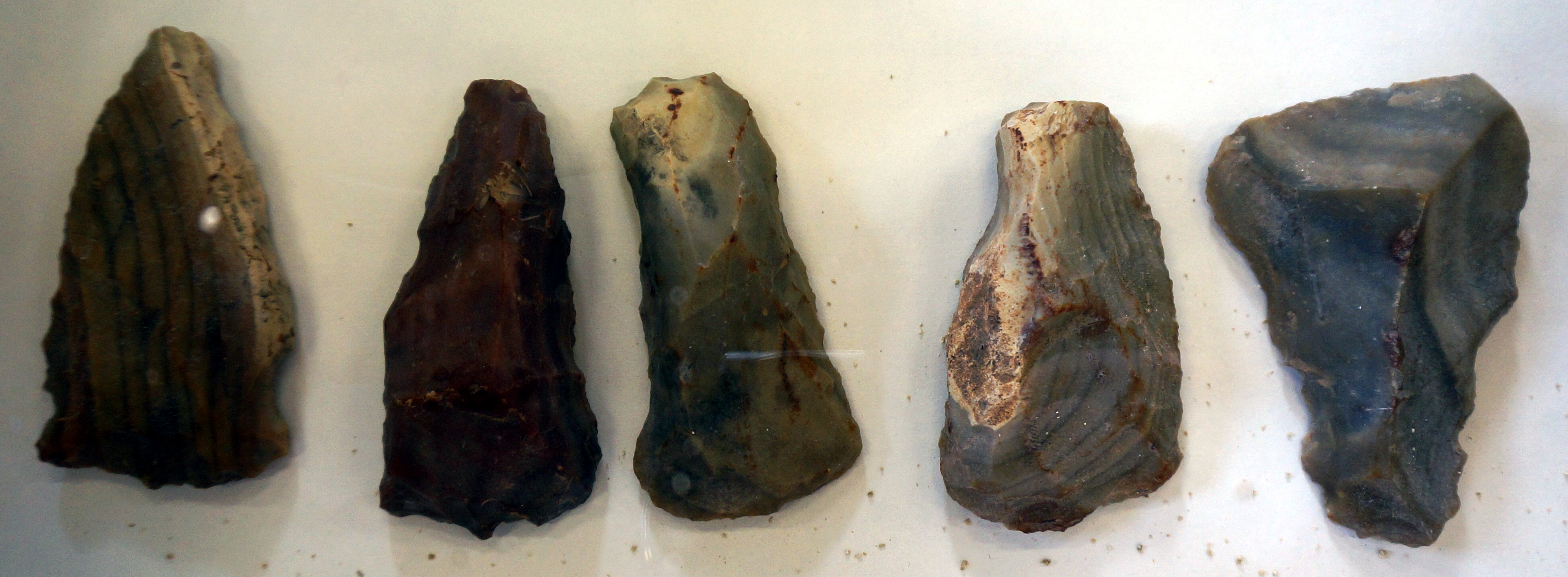
Funde im Musée archéologique de Pons

Das Campignien (4000 v. Chr.) ist eine mesolithische archäologische Kultur, die nach Wohnplatzfunden vom Campigny-Hügel im Département Seine-Maritime im Nordwesten Frankreichs benannt ist.
Ihre Verbreitung erstreckt sich über die Randgebiete der neolithischen Kulturen sowohl West- als auch Osteuropas. Campignienfunde spiegeln offenbar eine Akkulturation wider, die beim Vorstoß der ersten Bauernkulturen von Südfrankreich (La-Hoguette-Gruppe) und von Mitteleuropa (bandkeramische Kultur) bei den im Stadium der Jäger und Sammler lebenden Menschen im Westen und Osten entstand.
Die makrolithische Steinindustrie mit grobem Steininventar besteht hauptsächlich aus Kern- und Scheibenbeilen (franz. Tranchet). Die Kern- und Scheibenbeile der nordeuropäischen Maglemose-Kultur sind denen des Campignien verwandt. Im späten Campignien erscheinen geschliffene und polierte Beile, roh gearbeitete Tongefäße sowie Mahlsteine. Eine Tierhaltung ist durch die Knochen von Pferd, Rind, Schaf/Ziege und Schwein nicht belegt, da diese Knochen auch Jagdbeute aus Wildformen darstellen können.
Zahlreiche Funde auf der Schwäbischen Alb, die bis in die 1960er Jahre als „grobgerätiges Mesolithikum“ (oder Campignien) bezeichnet wurden, werden heute als natürliche Frostsprenglinge oder als Halbfabrikate einer neolithischen Rohmaterialgewinnung angesehen.